# Хирахара, Аяка
Хирахара Аяка (яп. 平原綾香; 9 мая 1984, Токио, Япония) — японская певица. Родилась в музыкальной семье: её отец Макото Хирахара — саксофонист, её дед Цутому Хирахара — трубач, а её старшая сестра Аика Хирахара — певица. На протяжении 11 лет Аяка является участницей одной из самых уважаемых в Японии балетных трупп — Matsuyama Ballet. В 13 лет она начала играть на саксофоне и училась в Senzoku Gakuen High School на отделении классического саксофона. Сейчас Аяка — студентка джазового факультета Senzoku Gakuen College of Music по специальности «саксофон».
Её первый сингл «Jupiter» был выпущен в Японии в декабре 2003 года и стал самым продаваемым синглом в 2004 году. В 2006 году Аяка выпустила саундтрек к компьютерной игре PlayStation 2 «Ōkami», а также главные саундтреки к аниме «The Story of Saiunkoku» (Повесть о стране цветных облаков) и «Унесённые призраками».